# Oceana Company
Oceana Company fue una banda holandesa de rock conformada por Matthijs Herder (voz/guitarra/mellotron), Michiel Ferweda (guitarra), Han Schilder (bajo) y Robert Koole (batería). Su música es notable por sus matices melancólicas y psicodélicas y el uso de instrumentos de teclado auténticos como un mellotron. Su único álbum debut, de 2008, For the Boatman, fue producido por Marcel v/d Vondervoort de Astrosoniq y lanzado por Spacejam Records/Suburban Records. Su canción 'Trenchfever' llegó al número uno en el Indiechart holandés en mayo de 2008. En 2009 la banda es seleccionada para el Dutch Popronde 2009. en el 2013 se dio el anuncio de la separación de la banda, Actualmente con solo sacar un álbum de estudio se quedó en material de culto.

## Integrantes

### Exintegrantes
- Matthijs Herder - vocal, guitarra, mellotron (2004 - 2013)
- Michiel Ferweda - guitarra (2004 - 2013)
- Han Schilder - bajo (2004 - 2013)
- Robert Koole - batería (2004 - 2013)

## Discografía

### Álbumes de estudio
- 2008: "For the Boatman" (Spacejam Records)

### EP
- 2007: "Promo 2007"